# MSC Oliver
MSC Oliver  è una nave portacontainer. La nave è stata consegnata nel marzo 2015 dalla sudcoreana Daewoo Shipbuilding and Marine Engineering.
La nave prende il nome Oliver dall'amministratore delegato di MSC, nipote di Diego Aponte.
MSC Oliver e le sue navi gemelle sono state ordinate da MSC a dicembre 2013 e sono state completate a marzo 2015. Il viaggio inaugurale è stato programmato per l'inizio di aprile 2015 e la nave serve il servizio di linea di MSC tra l'Asia e il Nord Europa. MSC Oliver è stata costruita nel cantiere navale Geoje della Daewoo Shipbuilding and Marine Engineering (cantiere numero 4278). La nave porta-container ha un valore di 140 milioni di dollari. 

## Caratteristiche
MSC Oliver ha una lunghezza complessiva di 395,4 metri, una larghezza di 59 metri e un pescaggio di 16 metri. La portata lorda della nave mercantile è circa 196 000 tonnellate e la stazza lorda è di circa 193 000. Secondo il suo proprietario, la nave ha emissioni di CO2 inferiori del 35% rispetto alle precedenti navi portacontainer.  
Il motore principale della nave portacontainer MSC Oliver è un MAN B&W 11S90ME-C (10.2) con MCR di 62,5 MW (83 800 hp) a 82,2 giri/min e NCR di 56,25 MW (75 430 hp) a 79,4 giri/min. Tale potenza è sufficiente per consentire alla nave di raggiungere una velocità di crociera pari a 22,5 nodi (42 km/h) e velocità massima di 25,0 nodi (46 km/h). 

## Navi gemelle
- MSC Zoe
- MSC Oscar[2][3]
- MSC Maya[4]
- MSC Sveva[1]